# 藤田花瓣蛤
藤田花瓣蛤（学名：Fronsella fujitaniana），是帘蛤目寄生蛤科花瓣蛤屬的一种。

## 分佈
本物種分佈於中国山東省膠州灣海域及日本的和歌山縣紀伊半島跟其他地方，常栖息在潮下带13－35米。